# Станіслав Ракуса-Сущевський
Станіслав Ракуса-Сущевський (пол. Stanisław Rakusa-Suszczewski; нар. 11 лютого 1938 р. у Варшаві) — професор природничих наук, польський біолог, океанолог, засновник Польської антарктичної станції ім. Генрика Арцтовського на острові Кінг-Джордж у Західній Антарктиці, співзасновник польської полярної програми, дійсний член Польської академії наук.

## Біографія
У 1961 році Станіслав Ракуса-Сущевський закінчив Варшавський університет, отримавши ступінь магістра гідробіології. Після закінчення навчання невеликий час працював на кафедрі гідробіології Варшавського університету. У 1962 році він поїхав до Бразилії на річне стажування в Інституті океанології університету Сан-Паулу.
Після повернення до Польщі працював в Інституті морського рибного господарства і готував докторську дисертацію на факультеті океанографії та морського рибальства Вищої сільськогосподарської школи в Ольштині, яку захистив у 1968 році.
Ступінь габілітованого доктора він отримав в Інституті експериментальної біології ім. М. Ненцького. Працюючи у цьому інституті в 1968—1975 рр., Станіслав Ракуса-Сущевський брав участь в арктичних експедиціях: тричі в радянських (на станції «Молодежная») та на американській («McMurdo»).
З 1975 р. працював в Інституті екології Польської академії наук.
У 1976—1977 рр. Станіслав Ракуса-Сущевський був ініціатором та керівником експедиції, під час якої була створена Польська антарктична станція ім. Генрика Арцтовського.
У 1982 році Станіслав Ракуса-Сущевський отримав звання професора природничих наук. Сферою його наукових пошуків є дослідження біології полярних морів, переважно Антарктики — фізіологія та екологія морських організмів. Його зусиллями в 1992 році з Інституту екології Польської академії наук була виокремлена у самостійний підрозділ Кафедра біології Антарктики Польської академії Наук. Він керував цим закладом на посаді директора від його створення до 2005 року.
З вересня 2005 до грудня 2006 року Станіслав Ракуса-Сущевський був постійним представником Польської академії наук при Російській академії наук у Москві. Після повернення до Польщі він вийшов на пенсію і взявся за переклади історичних книг — щоденників полярних експедицій.
2001 року Ракуса-Сущевський підписав договір між Департаментом антарктичної біології Польської академії наук та Українським антарктичним центром про наукову і логістичну співпрацю в Антарктиці. У рамках такої співпраці, зокрема, українські дослідники періодично працюють на польській антарктичній станції ім. Генрика Арцтовського, а польські — на українській станції Академік Вернадський.
Ракуса-Сущевський є автором або співавтором понад 100 публікацій (індекс Н = 22), з яких понад 30 індексовані в базі даних Web of Science (індекс Н = 9).
З 2004 року Станіслав Ракуса-Сущевський — член-кореспондент Польської академії наук, з січня 2020 р. — дійсний член. Він також є членом Варшавського наукового товариства та The Explorers Club. У 2001—2003 рр. він був заступником голови II Відділу біологічних наук Польської академії наук.
У 2001 р. Російська академія наук присвоїла йому звання почесного доктора. В 2005 році титул доктора honoris causa йому надала Сільськогосподарська академія в Щецині. 25 грудня 2013 року Національна академія наук України присвоїла Станіславу Ракусі-Сущевському звання почесного доктора.
Його ім'ям було названо мис Ракуси і затоку Сущевського на острові Кінг-Джордж.
Відзначений Кавалерським хрестом та Офіцерським хрестом Ордена Відродження Польщі, медаллю Антарктики Міністерства оборони США, медаллю Рамон-Кахаля Іспанської академії наук, Почесною відзнакою «Bene Merito», яка надається Міністром закордонних справ Польщі як визнання внеску в діяльність, що зміцнює міжнародні позиції Польщі, а також багатьма іншими.

## Вибрані публікації
- Antarktyda. 1968–1972, Państwowe Wydawnictwo Naukowe, Warszawa 1973.
- Dlaczego Antarktyda?, Państwowe Wydawnictwo Naukowe, Warszawa 1979. ISBN 83-01-01231-5
- Antarktyka: zasoby mineralne i żywe, Wszechnica Polskiej Akademii Nauk: Zakład Narodowy im. Ossolińskich, Wrocław 1980. ISBN 83-04-00611-1
- W Antarktyce, Krajowa Agencja Wydawnicza, Warszawa 1989. ISBN 83-03-02897-9
- Dzienniki z polarnych podróży, Wszechnica Polskiej Akademii Nauk: Zakład Narodowy im. Ossolińskich, Wrocław 1994. ISBN 83-04-04233-9
- :Ekosystem morskiej Antarktyki. Zmiany i zmienność, Wydawnictwo Naukowe PWN, Warszawa 1999. ISBN 83-01-12929-8
- Wiatrem przewiany słońcem spalony (1960–2009). 50 lat polarnych podróży, Oficyna Wydawnicza Aspra-JR, Warszawa 2012. ISBN 978-83-7545-384-3
- Antarktyczna wyprawa statku "Belgica". Zbiór relacji: Adrien de Gerlache, Henryk Arctowski, Stanisław Rakusa-Suszczewski, Oficyna Wydawnicza Aspra, Warszawa 2016. ISBN 978-83-7545-671-4
- A Floating Antartic Research Station (Fars) A Reality Or Fantasy? S.Rakusa-Suszczewski. International Organization of Scientific Research (IOSR) Journal of Mechanical and Civil Engineering (IOSR-JMCE). Т. Volume 13, Issue 1 Ver. IV(Jan. - Feb. 2016). Jan. - Feb. 2016. ISSN 2278-1684,p-ISSN: 2320-334X e-ISSN: 2278-1684,p-ISSN: 2320-334X. Процитовано 11 вересня 2016. {{cite web}}: |volume= має зайвий текст (довідка); Перевірте значення |issn= (довідка)

## Вибрані переклади
- F.G.T von Bellingshausen, Dwukrotne poszukiwania w Południowym Lodowatym Oceanie I pływanie dookoła świata w latach 1819,20 i 21, Oficyna Wydawnicza Aspra JR, Warszawa 2009
- Jurij Lisianski, Podróż dookoła świata w latach 1803, 1804, 1805 i 1806 na okręcie Newa, Wydawnictwa Uniwersytetu Warszawskiego, Warszawa 2012
- Kapitan Otto von Kotzebue, Podróże naokoło świata. (1815–1818 i 1823–1826), Wydawnictwo IHN PAN 2012
- Douglas Mawson, W krainie zamieci. Australijskie wyprawy antarktyczne 1911–14, Wydawnictwo IHN 2014

## Перекладені публікації
- Польські полярні дослідження